# Kuřátka (pořad)
Kuřátka bylo dětské televizní pásmo vysílané v letech 1991 až 1998 Československou a poté Českou televizí.
V pořadu se v moderování střídala Dagmar Patrasová s loutkami žížalou Jůlií a kosem Oskarem, Štěpánka Haničincová, Naďa Konvalinková a později Libuše Havelková. Hlavní loutkou v pořadu bylo sluníčko Pampalábusek a ve studiu byly kulisy od malíře a grafika Stanislava Holého. V roce 1999 vystřídala Kuřátka na obrazovkách Kouzelná školka.